# Брендівайн-Рівер (музей)
Музей Брендівайн-рівер (англ. Brandywine River Museum) — художній музей американського та місцевого живопису в Чеддс-Форді (округ Делавар, Пенсільванія, США).
Розташований поблизу автомагістралі US 1 на березі річки Брендівайн в будівлі колишнього млина XIX століття. Заснований у 1971 році. Музею належить Будинок-студія Н. К. Ваєта. Належить до комплексу історичних і культурних установ Брендівайнської долини.

## Колекція
Музей найбільш відомий великою колекцією живопису трьох поколінь знаменитої американської династії художників Ваєт (старшого Ньюелла Конверса Ваєта (1882—1945), його сина Ендрю Ваєта (1917—2009) й онука Джеймі Ваєта (нар. 1946). Крім цього в музеї представлено роботи американських художників Джаспера Френсіса Кропсі, Гарві Данна, Пітера Гарда, Максфілда Перріша, Говарда Пайла, Вільяма Троста Річардса й Джессі Вілкокс Сміт.